# 1869 au Nouveau-Brunswick
Chronologie du Nouveau-Brunswick
- 1865
- 1866
- 1867
- 1868
- 1869
- 1870
- 1871
- 1872
- 1873

Cette page concerne des événements d'actualité qui se sont produits durant l'année 1869 dans la province canadienne du Nouveau-Brunswick.

## Événements
- Fondation du village McAdam dans le comté d'York.
- 4 et 5 octobre : la tempête tropicale Saxby Gale traverse la Baie de Fundy et cause des dommages importants.

## Naissances
- 28 février : Frank Bunting Black, sénateur et maire de Sackville.